# Dionizy Mazurkiewicz

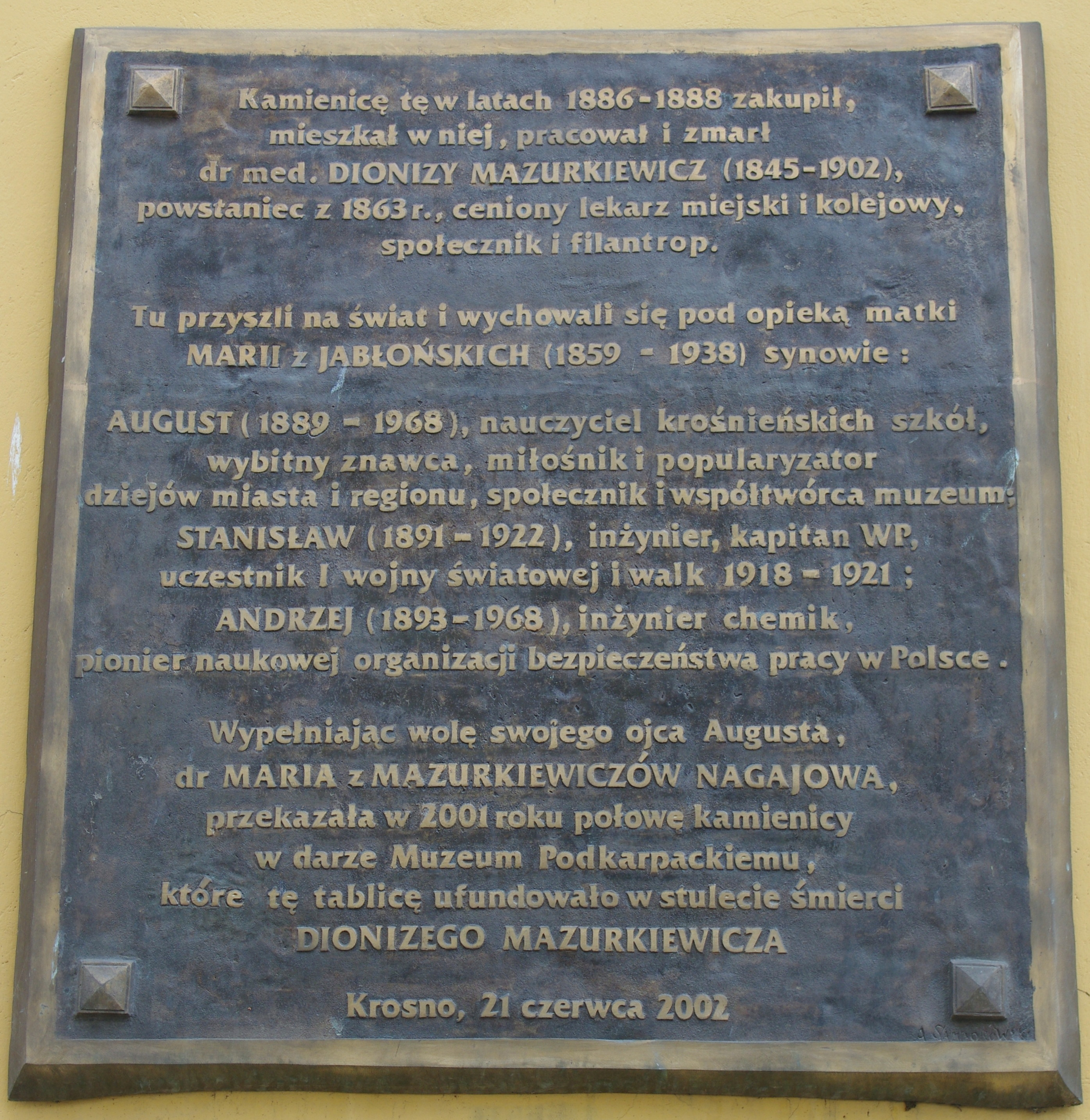
Tablica upamiętniająca Andrzeja, Augusta, Dionizego i Stanisława Mazurkiewiczów na budynku przy ul. Jana Szczepanika 2 w Krośnie, gdzie mieszkał i pracował Dionizy Mazurkiewicz i przyszli na świat oraz wychowali się jego synowie

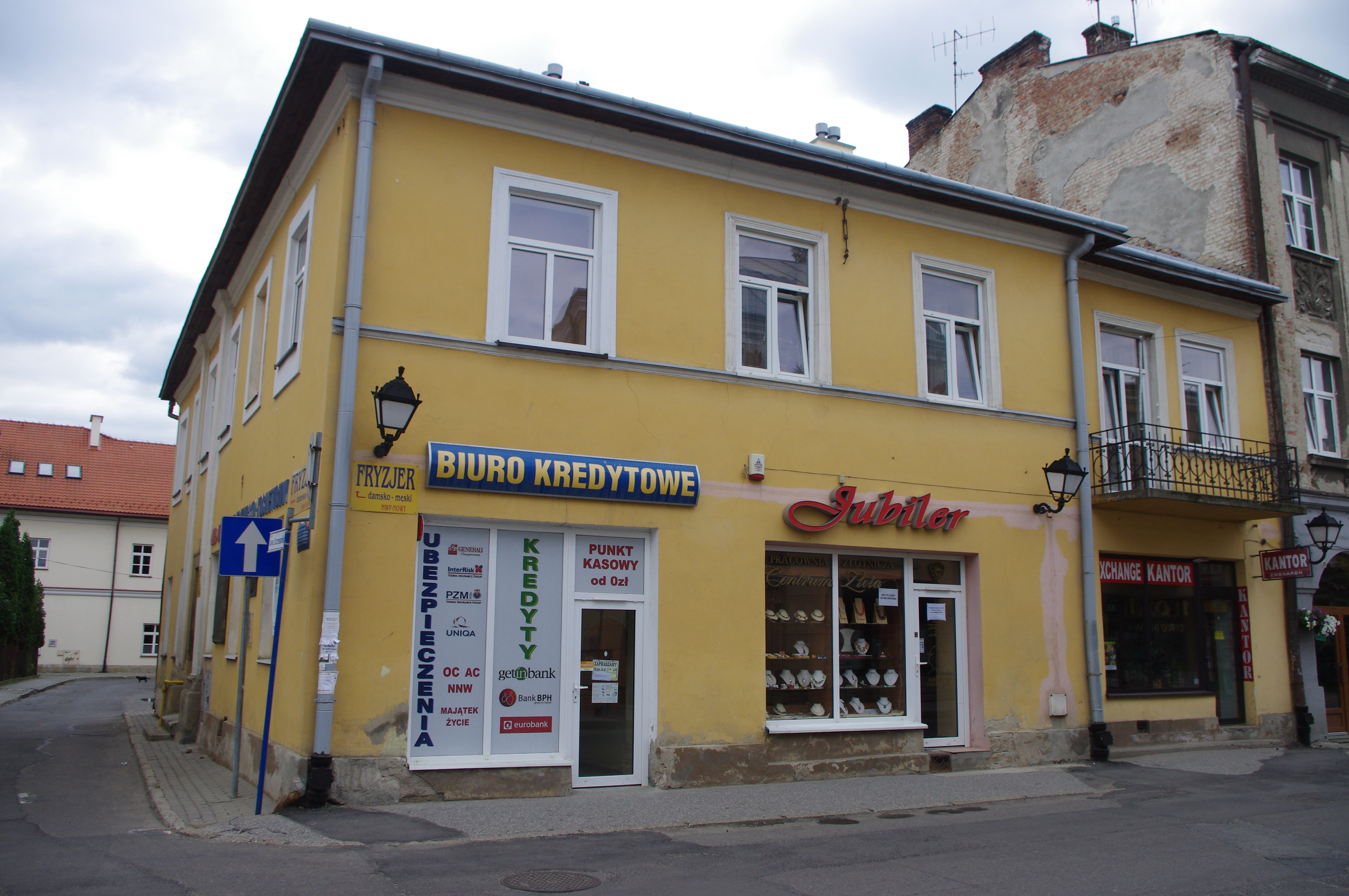
Kamienica przy ul. Jana Szczepanika 2 w Krośnie, gdzie mieszkał i pracował Dionizy Mazurkiewicz i przyszli na świat oraz wychowali się jego synowie: Andrzej, August i Stanisław

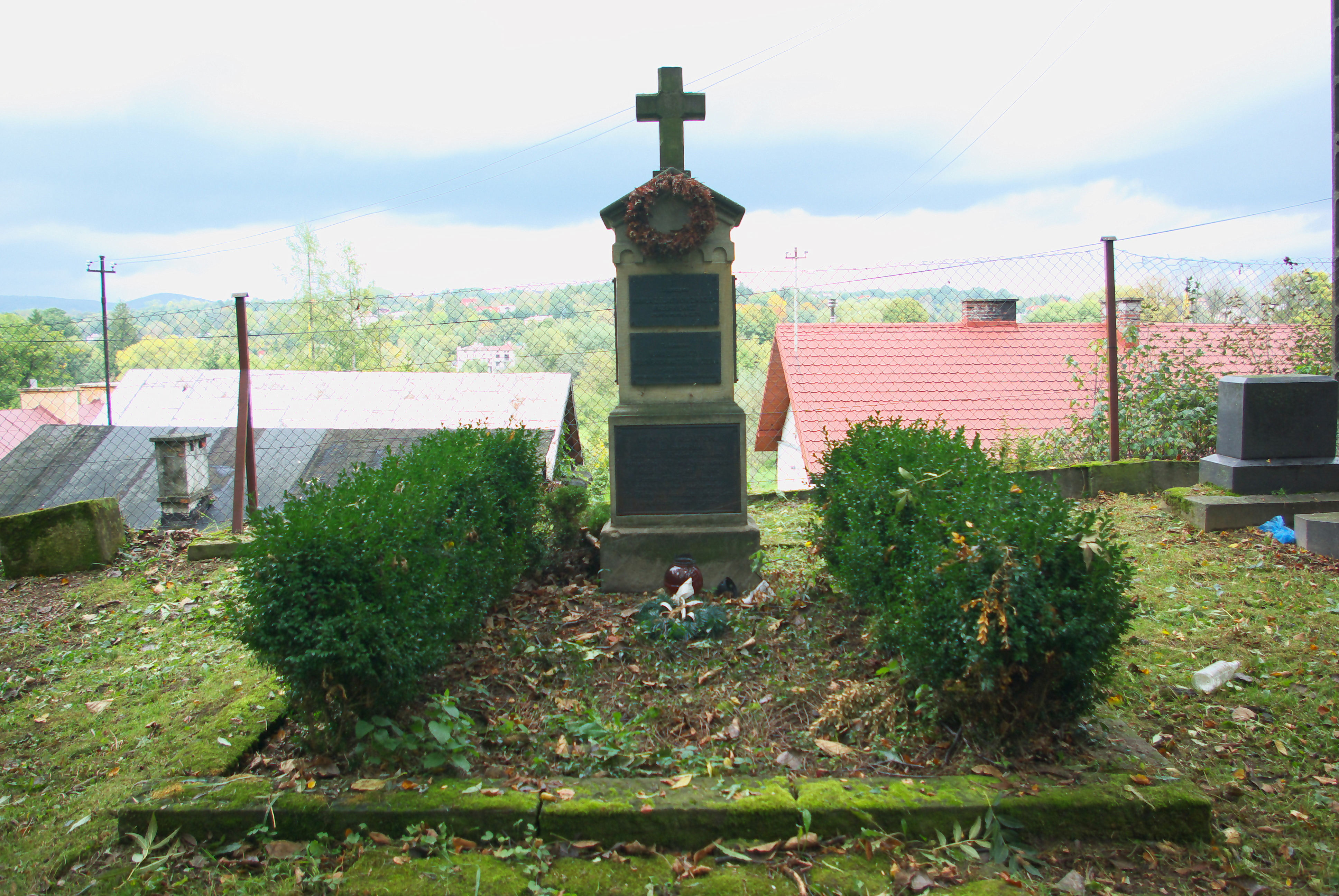
Nagrobek rodziny Mazurkiewiczów

Dionizy Mazurkiewicz (ur. 10 maja 1845, zm. 21 czerwca 1902) – doktor medycyny, lekarz miejski, sądowy i kolejowy, społecznik w Krośnie, uczestnik powstania styczniowego, radny miejski, działacz Towarzystwa Zaliczkowego, Towarzystwa „Zgoda”, patron jednej z ulic.

## Życiorys
Urodził się 10 maja 1845 r. w Ostałowicach (byłe województwo tarnopolskie). Dzieciństwo jego przebiegało w czasach Wiosny Ludów oraz przygotowań do powstania styczniowego, do którego wyruszył z Krosna w 1863 r. jako ochotnik – uczeń klasy V lwowskiego gimnazjum wraz z wydawcą Przemysłu Górniczego – Leonem Ligenzą, Janem Nepomucenem Gniewoszem i poetą – Franciszkiem Waligórskim. Walcząc w oddziale Marcina Lelewela – Borelowskiego, został ciężko ranny w I bitwie pod Chruśliną 30 maja 1863. W latach 1872–1873 z włączył się do walki z epidemią cholery.
11 marca 1873 – Mazurkiewicz, jako ekstern złożył w krakowskim gimnazjum egzamin dojrzałości. Potem, odbył studia na uniwersyteckich fakultetach medyczno-chirurgicznych w Grazu (1873-1874, 1877-1878) i Wiedniu (1874-1877). Ukończył je z dyplomem doktora medycyny w styryjskim Uniwersytecie Karola Franciszka w Grazu (22 lipca 1879).
W Krośnie Mazurkiewicz był (od czerwca 1884) lekarzem kolejowym na odcinku Jedlicze – Zarszyn i sądowym. Należał do Stowarzyszenia Związkowego Lekarzy Austriackich w Wiedniu i (od 18 lipca 1877) do Towarzystwa Lekarzy Galicyjskich. Ze stopniem lejtnanta, pełnił w Krośnie (1873-1883) obowiązki lekarza 58 Galicyjskiego Batalionu Obrony Krajowej (tzw. Landwehry). Niósł pomoc dzieciom i młodzieży w założonym przez ks. Bronisława Markiewicza w zakładzie wychowawczym w Miejscu Piastowym.
Pełnił w Krośnie funkcję radnego miejskiego (1887-1889). Od 1875 do śmierci działał w Towarzystwie Zaliczkowym i jego władzach w Radzie Nadzorczej i jako dyrektor Towarzystwa, dozgonnie też był dyrektorem Towarzystwa wyrobu szat liturgicznych, a w latach dziewięćdziesiątych piastował stanowisko prezesa w mieszczańskim Towarzystwie „Zgoda”.
Mazurkiewicz dwukrotnie zawierał związek małżeński. Pierwszą jego żoną została Kamila z Blauthów (1874), która w marcu następnego roku zmarła wraz synkiem Kazimierzem przy jego porodzie. Powtórnie poślubił w Krakowie w 1888 Marię Jabłońskich herbu Jasieńczyk (1859-1938), o której rękę starał się dziesięć lat. Miał z nią trzech synów – Augusta Mazurkiewicza (1889-1968), Stanisława Mazurkiewicza (1891-1922) i Andrzeja Mazurkiewicza (1893-1968). Przed ożenieniem się zadbał w Krośnie o dom, którym była kamienica zakupiona w 1888 r. W dzieciństwie mieszkał w niej Jan Szczepanik, wynalazca zwany „polskim Edisonem. Mazurkiewicz był miłośnikiem sztuk pięknych, utrzymywał kontakty z działającymi w środowisku artystami (Seweryn Bieszczad, Henryk Grabiński, Aleksander Gryglewski). Wspierał instytucje społeczne.
Od 1900 stan jego zdrowia się pogarszał. Zmarł 21 czerwca 1902. Został pochowany w grobowcu rodzinnym na Starym Cmentarzu w Krośnie.
W stulecie śmierci dra Dionizego Mazurkiewicza Muzeum Podkarpackie ufundowało tablicę pamiątkową umieszczoną na ścianie kamienicy rodzinnej Mazurkiewiczów upamiętniającą zasłużonego dla Krosna społecznika. Patron jednej z ulic w Krośnie.